# 永善庵

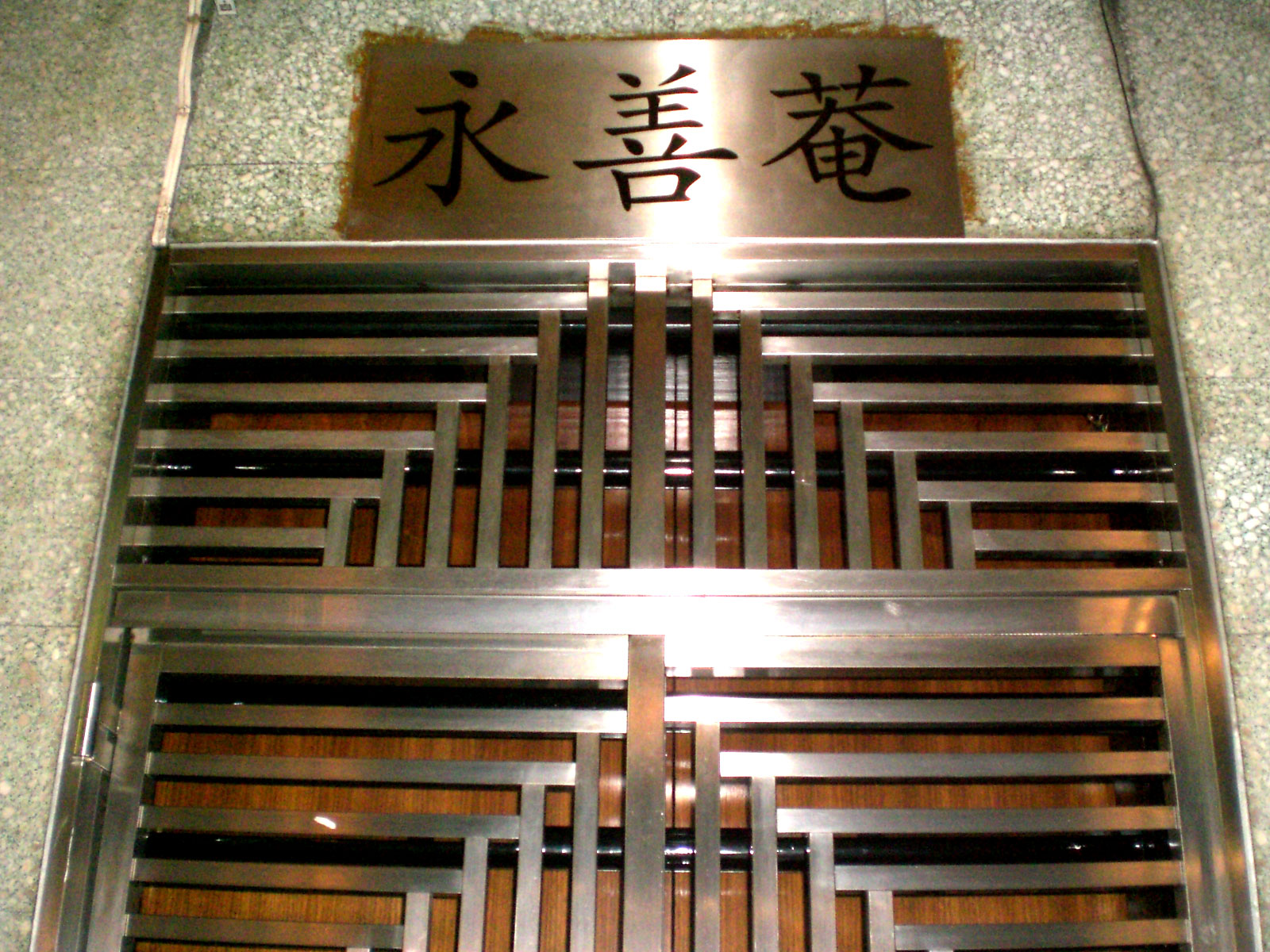
永善庵

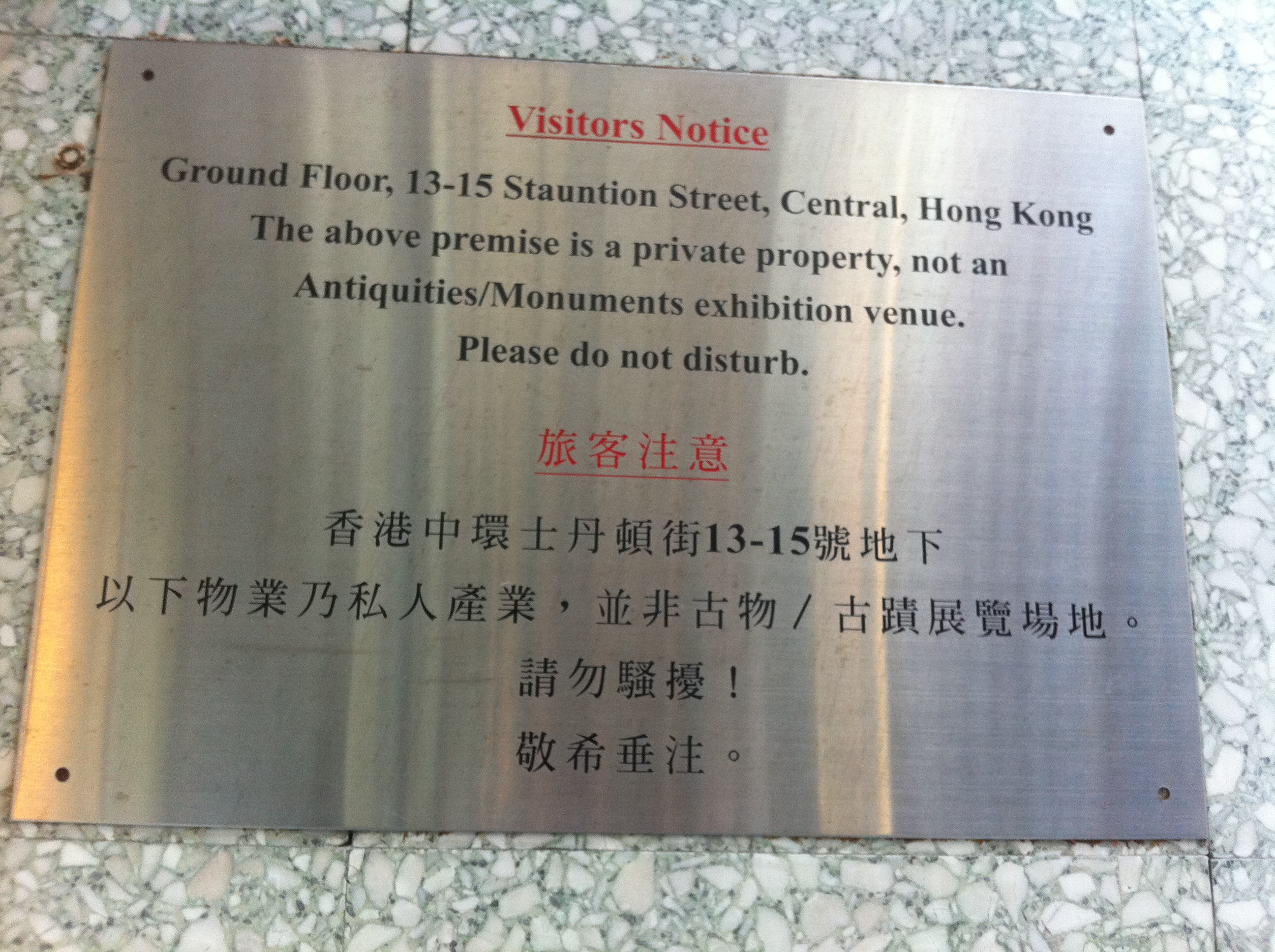
庵堂的通告

永善庵 位於香港中環士丹頓街15號。 是佛教徒的庵堂。22°16′55″N 114°09′11″E / 22.281983°N 114.153008°E

## 歷史
1895年2月21日，孫中山策劃武裝起義，與陸皓東、鄭士良、陳少白、楊鶴齡、區鳳墀，及聯合輔仁文社一些成員，成立香港興中會，中環士丹頓街13號是其會所，外表名稱為「乾亨行」。在3月16日，興中會曾在此開會，決議在農曆九月九日重陽節廣州起義。
在1960年代永善庵鄰近是佛門庵、寺、館之集中地。  在1980年代，此類建築物已經拆建為6層樓的住宅。

## 乾亨行
其名字取自《易經》中的「乾元奉天行命，其道乃亨」。

## 近況
永善庵現在是私人物業，已搬遷。不過，其牆上釘有古物古蹟辦事處中環史蹟徑的紀念匾牌。